# Casimiro Gómez Ortega
Pour les articles homonymes, voir Ortega.
Casimiro Gómez de Ortega est un médecin, pharmacien et botaniste espagnol, né le 4 mars 1741 à Añover de Tajo et mort le 30 août 1818 à Madrid.

## Biographie
Il est le premier professeur dans le jardin botanique royal de Madrid (Real Jardín Botanico de Madrid). Sous Charles III (1716-1788), Gómez de Ortega dirige la création de ces jardins pour permettre la réception et l’étude, en particulier, des spécimens envoyés par les expéditions scientifiques espagnoles. Gómez de Ortega décrit des genres et des espèces nouveaux et s’intéresse à la botanique économique.
Il est notamment l’auteur des genres Echeandia (Anthericaceae), Mauandya (Plantaginaceae), Pascalia (Asteraceae) et Sesamoides (Resedaceae). Le genre Gomortega (Gomortegaceae) lui a été dédié par Juan Ignacio Molina (1740-1829).
Gómez de Ortega devient membre de la Royal Society en 1777.

## Source
- (en) Cet article est partiellement ou en totalité issu de l’article de Wikipédia en anglais intitulé « Casimiro Gómez Ortega » (voir la liste des auteurs).